# Jappie Mhango
Jappie Chancy Mtuwa Mhango (* 21. Juni 1969) ist ein malawischer Politiker und Pädagoge.
Er war stellvertretender Verteidigungsminister Malawis, nachdem er 2014 vom ehemaligen Präsidenten Malawis Peter Mutharika in dieses Amt berufen worden war. Seine Amtszeit begann am 23. Juni 2014. 2020 wurden Anschuldigungen wegen Machtmissbrauch gegen ihn veröffentlicht. Er war auch Vorsitzender der Olympic and Commonwealth Games Association of Malawi.